# LAT2
LAT2 (англ. Linker for activation of T-cells family member 2) – білок, який кодується однойменним геном, розташованим у людей на короткому плечі 7-ї хромосоми. Довжина поліпептидного ланцюга білка становить 243 амінокислот, а молекулярна маса — 26 550.
| 10         |  | 20         |  | 30         |  | 40         |  | 50         |
| ---------- |  | ---------- |  | ---------- |  | ---------- |  | ---------- |
| MSSGTELLWP |  | GAALLVLLGV |  | AASLCVRCSR |  | PGAKRSEKIY |  | QQRSLREDQQ |
| SFTGSRTYSL |  | VGQAWPGPLA |  | DMAPTRKDKL |  | LQFYPSLEDP |  | ASSRYQNFSK |
| GSRHGSEEAY |  | IDPIAMEYYN |  | WGRFSKPPED |  | DDANSYENVL |  | ICKQKTTETG |
| AQQEGIGGLC |  | RGDLSLSLAL |  | KTGPTSGLCP |  | SASPEEDEES |  | EDYQNSASIH |
| QWRESRKVMG |  | QLQREASPGP |  | VGSPDEEDGE |  | PDYVNGEVAA |  | TEA        |

A: Аланін

C: Цистеїн

D: Аспарагінова кислота

E: Глутамінова кислота

F: Фенілаланін

G: Гліцин

H: Гістидин

I: Ізолейцин

K: Лізин

L: Лейцин

M: Метіонін

N: Аспарагін

P: Пролін

Q: Глутамін

R: Аргінін

S: Серин

T: Треонін

V: Валін

W: Триптофан

Кодований геном білок за функцією належить до фосфопротеїнів. 
Задіяний у таких біологічних процесах, як адаптивний імунітет, імунітет, альтернативний сплайсинг. 
Локалізований у клітинній мембрані, мембрані.